# 森製作所

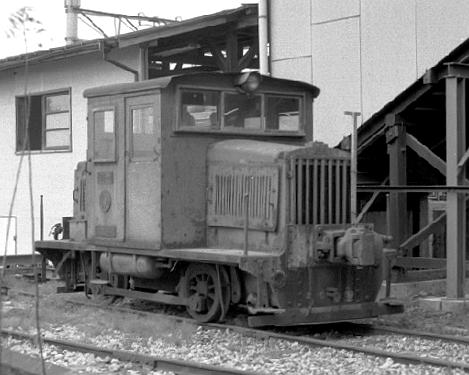
総武流山電鉄DB-1（馬橋駅、1981年5月15日）

株式会社森製作所（もりせいさくしょ）は、兵庫県伊丹市に本社を置く産業機械メーカー。

第二次世界大戦前に産業用内燃機関車メーカーとして創業、1950年代、蒸気機関車の台枠や車輪などを流用し、台枠の上にディーゼルエンジンや運転室などを載せてディーゼル機関車に改造するという手法を用い、主に地方私鉄に小型ディーゼル機関車を納入したことで知られる。
主な納入先は赤穂鉄道・北丹鉄道・加悦鉄道・御坊臨港鉄道（現・紀州鉄道）・総武流山電鉄・伊予鉄道などであった。現在は鉄道車両製造業から撤退し、産業機械メーカーとして存続している。

## 歴史

### 沿革

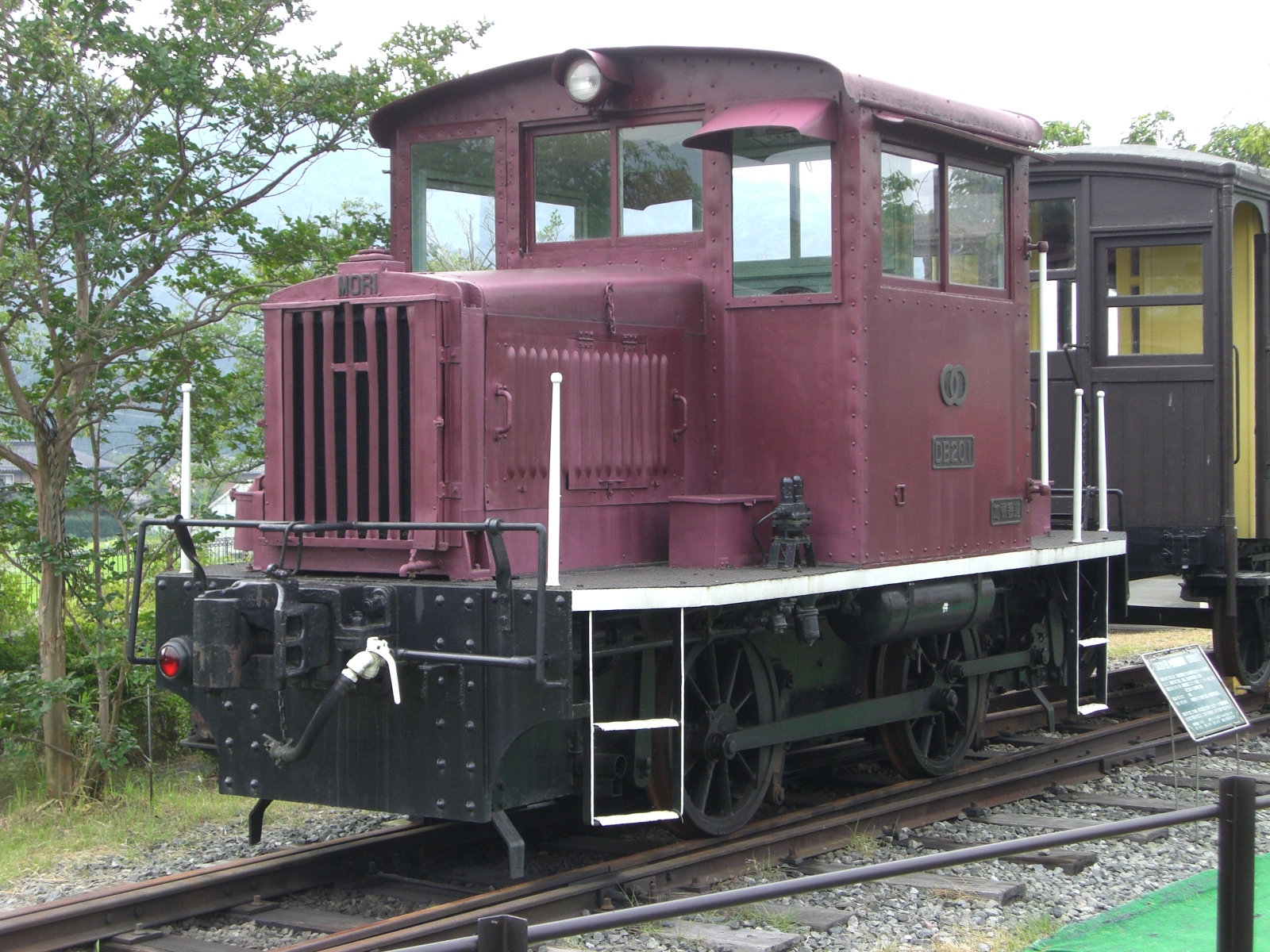
加悦鉄道 DB201

（本節は『森製作所の機関車たち』（p2 - p127）を参考文献とする）
1932年に森貫一が本製作所を創業し、小型内燃機関車の製造を始める。1935年には合資会社化し、社名は「合資会社森製作所」となる。
1940年に総合輸送機メーカーを目指して株式会社化するとともに社名を日本牽引車製造に変更する。社長には伊藤忠からの人物を受け入れるが、実質的な経営者は専務である森であった。時世的に機関車の注文は民間企業や地方自治体からではなく海軍省など軍部からの注文が増え、国と強い関係を持つ伊藤忠の傘下に入ったことは企業経営上は好都合であった。しかし、国策により1944年4月に高田機工と合併することになり、社名は「高田機工」となる。森は同社の常務兼車輛部長となり、戦時中の動力燃料事情により蒸気機関車の製造も手がけた。
太平洋戦争後は国策により合併した高田機工から分離し、「森製作所」として再出発し、内燃機関車の製造に戻る。1947年にキャサリン台風で被害う受けた利根川修復工事用の機関車を建設省から受注する。
戦後は石炭価格が高騰し、動力エネルギーとしては電気か石油系燃料の方が価格的に有利であった。そこで、森は蒸気機関車のディーゼル機関車化を企画する。最初はエンジンを下ろされ客車化された車輛に再びエンジンを搭載する再動力車化から始めた。赤穂鉄道の気動車カ6が最初に手がけた車輛で、戦後エンジンを下ろされて客車ハ6となっていたが、エンジンを再搭載し、気動車ではなくディーゼル機関車となった。1950年に竣工。車番はD101となるはずであったが、国鉄赤穂線の開通により1951年に赤穂鉄道が廃線になったので、車番はカ6のままであった。蒸気機関車のディーゼル機関車化の第1作目は赤穂鉄道の車輛であった。車番はD102。同鉄道廃線後はカ6とともに静岡鉄道駿遠線へ移籍。
1954年、本製作所は御坊臨港鉄道D2012の製造を最後に鉄道車輛製造業から撤退する。大手車輛メーカーが中小鉄道にも進出してきたために撤退せざるを得なかった。例外的に1957年に遊園地向けと、1958年に日本商品見本市向けの車輛を製作する。
その後の通説では、鉄道車輛製造から離れた本製作所は消息不明、となっていたが、月刊誌『レイル・マガジン』（99号）の「Detail File」で本製作所の機関車が掲載されたことを本製作所の創業者森貫一が知って名取紀之に電話があり、兵庫県伊丹市で事業を継続していることが判明する。本製作所の敷地が山陽新幹線用地として買収されたために大阪から兵庫県伊丹市に移転し、現在は搬送機械組立据付や製鉄装置、鍛圧機械装置などを製造している。
なお、森製作所製造の機関車では、加悦SL広場に保存されている加悦鉄道DB201が現存する唯一のものである。

### 年表
- 1932年9月24日 - 森貫一[4]が内燃機関車メーカーとして森製作所[5]を大阪市此花区で創業[6]。
- 1932年10月 - 遠藤鉄工所名義で4t機と6t機を京都府土木部に納車[7]。関野鋳造名義で4t機を京都府淀土木出張所に納車[8]。
- 1933年 - 本製作所標準型4t機を福岡県の土木会社内野組に納車[8]。
- 1935年 - 本製作所を合資会社化[9]。高知営林局魚梁瀬営林署（魚梁瀬森林鉄道）特注品を受注し、3tガソリン機関車を納車する[10]。大阪市営地下鉄御堂筋線の心斎橋駅付近の建設工事用に4t機を納車[10]。
- 1936年以降 - 浅野物産（浅野セメントの子会社）の仲介により九州の炭鉱（明治鉱業、三井三池炭鉱、その他）へ坑外軌道用として4t機を約40輛納車する[11]。
- 1939年14年11月 - 大阪市東淀川区に新工場を建設[11]。
- 1940年 - 総合輸送機メーカーを目指して会社を株式会社化し、社名を「日本牽引車製造」[3]に変更：合資会社森製作所 → 日本牽引車製造株式会社（資本金15万円）[12]。伊藤忠から増資を受け、資本金50万円となる[13]。
- 1944年4月 - 国策により高田機工と合併し、社名は「高田機工株式会社」となる[14]。
- 1946年3月 - 高田機工から分離し、「森製作所」として再出発する[15]。
- 1947年 - 建設省から台風の被害を受けた利根川修復工事用機関車を受注する[15]。
- 1950年 - 蒸気機関車のディーゼル機関車化第1号製造[16]。
- 1954年 - 鉄道車輛製造業から撤退する[17]。
- 鉄道車輛製造業撤退後 - 搬送機械組立据付や製鉄装置、鍛圧機械装置などを製造[18]。